# Alsózsolca
Alsózsolca város Borsod-Abaúj-Zemplén vármegyében, a Miskolci járásban.

## Fekvése
A Sajó bal partján, Miskolctól 10 kilométerre kelet-délkeletre fekszik. Gyakorlatilag már egybeépült a tőle északra elterülő Felsőzsolca várossal, ahova Miskolcról helyi autóbusszal is el lehet jutni. Főutcája a 3606-os út, de érinti még a 37 106-os számú mellékút is, mely a 37-es főúttal kapcsolja össze. Elérhető vasúton is: a Felsőzsolca–Hidasnémeti-vasútvonalon és a Budapest–Záhony-vasútvonalon lévő Felsőzsolca vasútállomás a két kisváros között van.
Szomszédos település még Sajólád 4 kilométerre dél-délkeletre.

## Története
A terület az őskor óta lakott. A község helyén már a 10–11. századtól kezdve éltek magyarok. Az biztos, hogy a tatárjárás után már itt állt a település A nevét említő legrégibb írásos emlék 1281-ből maradt fenn. Az itt lévő fahíd az egyetlen átkelő volt Miskolc felé.
1296-tól a Bánfalvi Bárius családé, majd a Vay családé volt a falu, ahol mindkét család templomot építtetett. A település lakói nagyrészt gazdálkodásból éltek.
Az 1848–49-es szabadságharc idején a község mellett is folyt ütközet, a magyarok megfutamították az orosz sereget. Görgey Artúrnak két napig a faluban volt a főhadiszállása.
Jókai Mór írásaiban ír a Sajó folyó alsózsolcai szakasza mentén zajló összetűzésekről. Gózon Lajost „zsolcai hős”-ként örökíti meg.
„Gózon Lajos pesti ügyvéd, aki mint őrnagy harcolt a szabadságharcért, 1849. július 26-án a Sajó vizén egy század önként jelentkező honvéddel átgázolt a Sajó jobb oldalára, s ott meglepte az erősen tüzelő orosz üteget, mely megriadva visszavonult.”
A település 2007-ben kapott városi címet.

## Közélete

### Polgármesterei
- 1990–1994: Dr. Oláh László (MSZP-MDF)[3]
- 1994–1998: Horváth János (független)[4]
- 1998–2001: Horváth János (független)[5]
- 2001–2002: Zsíros Sándorné (független)[6][7]
- 2002–2006: Zsíros Sándorné (független)[8]
- 2006–2010: Zsíros Sándorné (független)[9]
- 2010–2014: Zsíros Sándorné (független)[10]
- 2014–2019: Szilágyi László (Összefogással Alsózsolcáért Egyesület)[11]
- 2019–2024: Szilágyi László (független)[12]
- 2024– : Csirke Róbert (független)[1]

A településen 2001. november 25-én időközi polgármester-választást kellett tartani, mert az előző faluvezetőnek  a polgármesteri tevékenységével kapcsolatos elmarasztaló bírósági ítélet miatt, megszűnt a polgármesteri tisztsége.

## Népesség
A település népességének alakulása:
| Lakosok száma | 5768 | 5744 | 5683 | 5553 | 5594 | 5590 | 5502 |
|               | 2013 | 2014 | 2015 | 2021 | 2022 | 2023 | 2024 |

2001-ben a településen a lakosság 85%-át magyar, a 15%-át cigány származású  emberek alkották. Ezenkívül 2 szlovák is élt a településen.
A 2011-es népszámlálás során a lakosok 85,8%-a magyarnak, 12,4% cigánynak, 0,3% németnek mondta magát (14% nem nyilatkozott; a kettős identitások miatt a végösszeg nagyobb lehet 100%-nál). A vallási megoszlás a következő volt: római katolikus 32,1%, református 20,5%, görögkatolikus 3,4%, evangélikus 0,2%, felekezeten kívüli 11,3% (23,6% nem nyilatkozott).
2022-ben a lakosság 88,2%-a vallotta magát magyarnak, 10% cigánynak, 0,3% németnek, 0,1-0,1% bolgárnak, ruszinnak, szlováknak és románnak, 1,8% egyéb, nem hazai nemzetiségűnek (11,7% nem nyilatkozott; a kettős identitások miatt a végösszeg nagyobb lehet 100%-nál). Vallásuk szerint 25,4% volt római katolikus, 17,6% református, 3,2% görög katolikus, 10,5% egyéb keresztény, 0,2% evangélikus, 7,8% felekezeten kívüli (34,8% nem válaszolt).

## Nevezetességei
- Műemlék református templom, épült 1792-ben copf stílusban. 1795-ben szentelték, Báró Vay Miklós építtette. A Vay-ak neve egybeforrt a település történetével, mivel a család évszázadokon keresztül sokat tett a település gazdasági és szellemi fejlődéséért.
- A Vay család kriptája, (mai neve: Vay-kripta ) halottasház: Az 1800-as években épült műemlék a család sok tagjának nyughelye, a halottasház mára is megtartotta eredeti funkcióját. A halottasházat 1974-ben a család egyik leszármazottja a község használatába adta.
- Haller-kastély: A háború után a község iskolájaként működött, majd később a Gyermek- és Ifjúsági Nevelőotthon kapott benne helyet. Ma az épület üresen áll, hasznosításra vár.

## Oktatási Intézmények
- 2. sz. Napköziotthonos Óvoda
- Fekete István Óvoda és Bölcsőde
- Alsózsolcai Herman Ottó Általános Iskola és Alapfokú Művészeti Iskola
- Dr. Ámbédkar Iskola Alsózsolcai Telephelye[18][19]